# The Wizard and the Forest of All Dreams
The Wizard and the Forest of All Dreams is een studioalbum van Rick Wakeman en het Engels kamerkoor.
Het album bevat moderne klassieke koormuziek, met Wakeman begeleidend achter de piano. Wakeman componeerde het geheel in april 2002 gedurende verblijven in Milaan en Tenerife. Het is opgenomen in de Music Fusion Studio (privéstudio van Wakeman) en de Phoenix Studio in Wembley. Het album verscheen in 2002 op het label Classical Pictures met code MFW6092, maar was nergens verkrijgbaar, alleen via de website van Wakeman. In 2004 bracht het Nederlandse platenlabel Mascot Records (code 7090) uit Berkel het uit.

## Musici
- Rick Wakeman – piano
- The English Chamber Choir o.l.v. Guy Protheroe

## Tracklist
Allen door Wakeman

| Nr. | Titel                | Duur  |
| --- | -------------------- | ----- |
| 1.  | The meeting of minds | 8:47  |
| 2.  | A wish to fly        | 8:54  |
| 3.  | Childhood dreams     | 9:40  |
| 4.  | A sense of heaven    | 8:30  |
| 5.  | A year in a day      | 7:17  |
| 6.  | The gift of life     | 10:55 |

## Opmerking
Classical Pictures is een platenlabel dat in 2010 niet (meer) te vinden is. Het bijbehorende bestelnummer met code MFW6092 zou kunnen duiden op Multi Fusion Wakeman. Multi Fusion was een eigen platenlabel van Wakeman, toen hij op Man woonde.